# Hélène Pastor
Hélène Pastor (ur. 1937, zm. 21 maja 2014) − najbogatsza kobieta w Monako, dziedziczka największej fortuny nieruchomości w księstwie.

## Życiorys
Hélène Pastor wywodziła się z rodziny ubogiego kamieniarza z Ligurii, Jean-Baptiste’a Pastora, który wyemigrował do Monako w latach 80. W 1936 roku otrzymał on zlecenie na budowę pierwszego stadionu piłkarskiego w Monako. Uzyskane dochody stały się początkiem późniejszego rodzinnego majątku. W latach 50. jego syn Gildo zaczął budować w Monte Carlo pierwsze apartamenty o wysokim standardzie, które wkrótce stały się bardzo popularne wśród najbogatszych Europejczyków.
Hélène urodziła się w 1937 roku, a majątek odziedziczyła po ojcu w 1990 roku. Pozostałe części odziedziczyli jej bracia: Victor i Michel. Hélène Pastor była właścicielką kilku nieruchomości w najbardziej prestiżowych częściach Monako, bliską przyjaciółką rodziny książęcej, a ze względu na swoją pozycję w tym kraju była nazywana „wiceksiężną”. Łącznie w rękach rodziny Pastor znajduje się ok. 15% rynku nieruchomości w Monako.
6 maja 2014 roku odwiedzała syna w szpitalu w Nicei, gdy została pod budynkiem zaatakowana przez dwóch napastników, którzy ostrzelali ją z samochodu. Zmarła z powodu odniesionych ran 21 maja, mimo kilku przeprowadzonych operacji. Początkowo o przygotowanie morderstwa podejrzewano grupy mafijne z Włoch, a w końcu czerwca zatrzymana została jej córka ze swoim mężem, konsulem honorowym RP w Monako.
Była dwukrotnie zamężna i dwukrotnie rozwiedziona. Z pierwszego związku doczekała się córki, a z drugiego syna Gildo Pallanca Pastora ur. w 1967 roku.